# Tizenkét dühös ember (film, 1957)
A Tizenkét dühös ember (eredeti cím: 12 Angry Men) 1957-ben bemutatott amerikai filmdráma, amely Reginald Rose azonos című tévéjátékán alapszik. Sidney Lumet első nagyjátékfilmjének középpontjában egy esküdt áll, akinek (a többi esküdttől eltérően) kételyei vannak a vádlott bűnösségét illetően és megkísérli meggyőzni az esküdttársait. A film jellegzetessége, hogy szinte csak egyetlen helyszínt használ: kivéve azt a három percet, amit a film eleje és vége tesz ki, és azt a két rövid jelenetet, ami egy szomszédos mosdóban zajlik, a cselekmény teljes egészében az esküdtek szobájában játszódik.
Eltekintve attól, hogy a bírósági épületből való távozásakor két esküdt bemutatkozik egymásnak, a film nem használ neveket: a vádlottra „a fiúként” utalnak, a szemtanúk pedig „az öregember” és „a hölgy az utca túloldaláról”.

## Cselekmény
A bírósági történet akkor veszi kezdetét, amikor egy gyilkossági ügyben már elhangzottak a záróbeszédek és a bíró eligazítja az esküdteket. Az amerikai törvények szerint (akkor is és most is) az ítéletnek (bűnös vagy nem bűnös) osztatlannak kell lennie. A kérdés, amiről döntenek, hogy a vádlott, egy szegénynegyedből származó, tizenéves fiú megölte-e az apját. Az esküdteket továbbá tájékoztatják, hogyha az ítélet „bűnös”, akkor ahhoz automatikusan halálos ítélet fog társulni: a villamosszék. A tizenkét esküdt elvonul a különszobába, ahol elkezdik megismerni egymás személyiségét és megkezdik az ügy megvitatását.
A tizenkét esküdtből tizenegy a tárgyaláson elhangzottak alapján meg van győződve arról, hogy a vádlott bűnös. A 8. esküdt véleménye eltér a többiekétől az első szavazásnál. Nem állítja, hogy a fiú nem bűnös, de úgy véli, hogy a bemutatott bizonyíték közvetett és a fiú megérdemli, hogy a halálos ítélettel egyenértékű bűnössé nyilvánítás előtt időt szánjanak ügyének átgondolására.
Így az esküdtszék megkezdi az érdemi munkát. Úgy döntenek, hogy megpróbálják meggyőzni a kétkedő 8. esküdtet, és egymás után sorolják fel az ügyész által bemutatott, és általuk elfogadott bizonyítékokat.
Leghevesebb ellenfelei – a 3., 4. és 10. esküdt – azzal érvelnek, hogy a fiúnak elegendő motivációja volt apja megölésére, valamint alibije összetákolt, mivel nem emlékszik semmire azokból a filmekből, amelyeket a gyilkosság időpontjában állítólag látott a moziban. Kiderül azonban, hogy maga a 4. esküdt sem emlékszik az általa néhány nappal azelőtt látott film részleteire, holott időközben nem érte olyan trauma, mint a vádlottat, így az emlékezetkiesést a vádlott pánikrohama magyarázhatja.
Az egyik, idős szemtanúról a 8. esküdt bebizonyítja, hogy csak feltűnési vágyból állítja, hogy a vádlottat látta hátulról leszaladni a lépcsőn közvetlenül a gyilkosság után, mivel mozgáskorlátozottsága miatt a szükséges idő alatt nem érhetett ki a lakásából a lépcsőházba – valakinek láthatta a hátát, de csak hihette, hogy az a vádlotté.
A másik szemtanúról, aki álmatlanul az ágyban hánykolódva az utca túloldaláról, az ablakon át látta, amint a fiú leszúrja az apját, kiderül, hogy – noha női hiúságból a tárgyaláson nem viselt szemüveget – szemüveges, így az ágyban álmatlanul hánykolódva, szemüveg híján nem ismerhette fel bizonyossággal, kit lát.
A gyilkos kés sem bizonyul olyan egyedinek, amilyennek az ügyész állította: a 8. esküdt ugyanolyan rúgós kést vásárolt néhány utcányira a tett színhelyétől, tehát ilyen kése nem csak a vádlottnak lehetett.
Ahogy a mérlegelés tovább folyik, az esküdtek egyre inkább kezdenek arra szavazni, hogy nem bűnös – sorrendben: a 9., 5., 11., 2., 6., 7., 12., 1., 4., 10. és végül a 3. esküdt. A 9. esküdt az első, aki egy titkos szavazáson támogatja a 8.-at: nem feltétlenül azért, mert hisz a vádlott ártatlanságában, hanem mert úgy érzi, a 8. esküdt megérdemli a lehetőséget, hogy megvitassák az álláspontját. Miután meghallgatják a 7. és a 10. esküdt panaszait, az 5. és a 11. esküdt változtatja meg a szavazatát. Miután a 2. és a 6. esküdt is a „nem bűnös” mellett dönt, a 7. belefárad és szintén a fiú ártatlanságára voksol, hátha véget ér a vita. A 12. esküdt meggondolja magát a „nem bűnös” szavazata után, de pillanatokkal később mégis visszatér hozzá; az esküdtek vezetője, az 1., szintén a fiú ártatlanságára szavaz. A 10. esküdt minden támogatást és tiszteletet elveszít, amikor belefolyik egy bigott szónoklatba és a 4. esküdt csendre inti – aki viszont meg van győződve, hogy annak a szemtanúnak, aki „látta” a gyilkosságot, hiteltelen lehet a beszámolója, mivel abban az időpontban nem viselt szemüveget.
A végére marad a hajthatatlan 3. esküdt, aki a 8. esküdttel való hosszas szembenállás után végül megtörik, miután rápillant a saját magáról és két éve nem látott fiáról készült fotóra, majd dühöngve összetépi azt (a haragja azt sugallja, hogy összeveszhettek). Minden esküdt elhagyja a termet és már csak a vásznon kívül tisztázzák a vádlottat a vádak alól. Az epilógusban a két összebarátkozott esküdt, a 8. (Davis) és a 9. (McArdle) bemutatkozik egymásnak (az összes esküdt névtelen maradt a film során) és a film véget ér.

## Szereplők
A filmet három alkalommal szinkronizálták: 1959-ben, 1965-ben és a 2006-ban.
| Szerep               | Színész         | Magyar hang                      | Magyar hang                    | Magyar hang                    |
| Szerep               | Színész         | 1. magyar változat (MOKÉP, 1959) | 2. magyar változat (MTV, 1965) | 3. magyar változat (MGM, 2006) |
| -------------------- | --------------- | -------------------------------- | ------------------------------ | ------------------------------ |
| 1. esküdt            | Martin Balsam   | Suka Sándor                      | Suka Sándor                    | Pálfai Péter                   |
| 2. esküdt            | John Fiedler    | Árva János                       | Körmendi János                 | Szokol Péter                   |
| 3. esküdt            | Lee J. Cobb     | Mádi Szabó Gábor                 | Mádi Szabó Gábor               | Karsai István                  |
| 4. esküdt            | E.G. Marshall   | Inke László                      | Szakáts Miklós                 | Vári Attila                    |
| 5. esküdt            | Jack Klugman    | Szabó Ottó                       | Somogyvári Rudolf              | Török Sándor                   |
| 6. esküdt            | Ed Binns        | Surányi Imre                     | Láng József                    | Kiss Csaba                     |
| 7. esküdt            | Jack Warden     | Kollár Béla                      | Horkai János                   | Breyer Zoltán                  |
| 8. esküdt            | Henry Fonda     | Kéry Gyula                       | Avar István                    | Tarján Péter                   |
| 9. esküdt            | Joseph Sweeney  | Baló Elemér                      | Rajz János                     | Seres Lajos                    |
| 10. esküdt           | Ed Begley       | Zách János                       | Képessy József                 | Barbinek Péter                 |
| 11. esküdt           | George Voskovec | Gál Sándor                       | Velenczey István               | Garai Róbert                   |
| 12. esküdt           | Robert Webber   | Avar István                      | Verebes Károly                 | Tokaji Csaba                   |
| Bíró                 | Rudy Bond       | Képessy József                   | N/A                            | Medgyesfalvy Sándor            |
| Őr                   | James Kelly     | N/A                              | N/A                            | Dobos Imre                     |
| Bírósági tisztviselő | Billy Nelson    | N/A                              | N/A                            | Kovács Levente                 |
| Vádlott              | John Savoca     | nem szólal meg                   | nem szólal meg                 | nem szólal meg                 |

## A film készítése
Reginald Rose Tizenkét dühös ember című műve eredetileg a televízió számára készült, és 1954-ben a CBS „Studio One” műsorában sugározták.
A tévéfilm sikere egy filmadaptációt eredményezett. Sidney Lumet-t, akinek korábbi rendezői művei között olyan drámákat találunk, amelyek az „Alcoa Hour” vagy a „Studio One” televíziós műsorok számára készültek, Henry Fonda és Rose kérte fel a rendezői feladatra. A Tizenkét dühös ember volt Lumet első nagyjátékfilmje, Fonda és Rose számára pedig ez volt az első és egyetlen eset, amikor filmproduceri szerepet vállaltak.
A film egy rövid, ám kemény próbaszakasz után kevesebb mint három hét alatt készült el, körülbelül 350 ezer dolláros költségvetéssel.

## Fogadtatás

### Kritikák
Első bemutatója alkalmával a Tizenkét dühös embert éljenezve fogadták a kritikusok. A. H. Weiler a The New York Timesban ezt írta: „Feszült, lebilincselő és lenyűgöző dráma, ami messze túlnyúlik az esküdtek szobájának szűkös határain.” Megfigyelése a tizenkét férfival kapcsolatban a következő volt: „Drámájuk elég erőteljes és provokatív ahhoz, hogy végig megbabonázza a nézőt.” Azonban nem volt nagy közönségsiker: a színes, szélesvásznú produkciók beköszönte azt eredményezte, hogy a film alacsonyan teljesített a jegyeladások terén.
Ennek ellenére az alkotást ma a klasszikusok között tartják számon mind a kritikusok, mind a közönség.
A filmkritikusok véleményét összegző Rotten Tomatoes a maximális 100%-ra értékelte 41 vélemény alapján.

### Díjak, jelölések
A filmet a legjobb rendező, a legjobb film és a legjobb adaptált forgatókönyv kategóriájában jelölték Oscar-díjra. Az összes kategóriában felülmúlta azonban a Híd a Kwai folyón (1957), ami összesen hét Oscart nyert abban az évben. A Berlini Nemzetközi Filmfesztiválon a film elnyerte a fesztivál fődíját az Arany Medvét.

## Fordítás
Ez a szócikk részben vagy egészben  a(z)   12 Angry Men (1957 film) című angol Wikipédia-szócikk fordításán alapul.  Az eredeti cikk szerkesztőit annak laptörténete sorolja fel. Ez a jelzés csupán a megfogalmazás eredetét és a szerzői jogokat jelzi, nem szolgál a cikkben szereplő információk forrásmegjelöléseként.

## Televíziós megjelenések
- 1. magyar változat: MTV / MTV-1
- 2. magyar változat: MTV, TV2, Filmmúzeum
- 3. magyar változat: MGM / AMC

## Kapcsolódó szócikk
- Tizenkét dühös ember (1997), rendező William Friedkin